# Fat Old Sun
Fat Old Sun è la terza traccia del Lato B dell'album Atom Heart Mother del gruppo inglese Pink Floyd. È stata scritta interamente da David Gilmour.

## Il brano
L'ispirazione per questa canzone risale a quando Roger Waters compose Grantchester Meadows, in ricordo della propria infanzia (Ummagumma 1969). Anche Gilmour provò a scrivere una sua versione. Le campane in lontananza introducono il tema del passato, dei ricordi prima che la chitarra introduca dolcemente un accorato arpeggio. Gilmour canta il testo in modo malinconico, quasi per se stesso, finché la voce scompare lontano e riparte la chitarra. Qualche critico fece notare la somiglianza tra la canzone e Lazy Old Sun dei Kinks (contenuta nell'album Something Else by the Kinks del 1967), e Gilmour dichiarò di essere forse rimasto colpito a livello inconscio dal brano di Ray Davies, senza però ispirarvisi in prima persona. Inoltre, in un'altra canzone dei Kinks, Big Black Smoke, è presente anche lo stesso suono di campane udibile nel brano di Gilmour.

### Testo
Esiste un certo equilibrio tra voce e strumenti: 
Molte sono le immagini che ritroveremo nella produzione successiva dei Floyd: il periodo della fanciullezza idilliaca, il difficile mondo degli adulti, il sole (simbolo di cambiamento – vedere anche il video di Comfortably Numb su The Wall il film).
Insieme a High Hopes su The Division Bell è la terza canzone che parla della città natale di Barrett, Waters e Gilmour, Cambridge.

### Esecuzioni dal vivo
Negli anni settanta, quando i Pink Floyd lo eseguivano dal vivo (le uniche testimonianze ufficiali rimaste sono le registrazioni live per la BBC nel programma di John Peel) il brano veniva lentamente trasformato in una tipica rock jam floydiana piena di improvvisazioni.
Ancora più recentemente, il brano è stato eseguito in chiave acustica, sempre da David Gilmour, senza però l'assolo finale.

## Formazione
Musicisti
- David Gilmour: voce solista, chitarra elettrica, acustica, lap steel, basso, Mellotron, batteria
- Richard Wright: organo Hammond

Ingegneri del suono
- Peter Bown
- Alan Parsons